# Томе Кантакузина
Тома Кантакузин (р. Букурешт — 22. децембар 1721, Трухново, Русија) је био румунски чиновник и генерал царске војске. Члан породице Кантакузино, био је син великог аге Матеја Кантакузина, дакле рођак војвода Константина Бранковеануа и војводе Стефана Кантакузина.

## Биографија
Године 1707. војвода Константин Бранковеану га је поново поставио, након што га је 1704. године, разрешио са положаја столника.
У априлу 1711. године, тајно је потписан Лучки уговор између владара Молдавије кнеза Димитрија Кантемира и руског цара Петра I Великог, након чега је кнежевина Молдавија стала на страну Русије у анти-османској борби. Војвода Константин Бранковеану, владар Влашке, иако је такође преговарао са руским царем Петром I, оклевао је да стане на његову страну. Тома Кантакузин, који је командовао коњицом Влашке, 11. јуна је отворено стао на страну Руса. Ова издаја би допринела мучењу и погубљењу војводе Константина Бранковеануа.
После опсаде Браиле и пораза у бици код Стенилештија, отишао је у Руско царство, где му је цар доделио грофовску титулу и именовао га за генерал-мајора руске царске коњице.

## Смрт
Тома Кантакузин је добио команду над трупама које су надгледале изградњу канала који је требало да споји Балтичко море са Азовским морем. Због веома хладне северне климе умире децембра 1721. године.
Сахрањен је у породичној крипти свог рођака, војводе Константина Бранковеануа, у цркви манастира Светог Николе у Москви.